# Diacyclops nikolasarburni
Diacyclops nikolasarburni – gatunek widłonoga z rodziny Cyclopidae, nazwa naukowa gatunku została po raz pierwszy opublikowana w 2013 roku przez hydrobiologów Eduardo Suárez-Moralesa, Nancy F. Mercado-Salas i Rachel Barlow. 